# 필리프 1세 (프랑스)
필리프 1세(프랑스어: Philippe I, 1052년 5월 23일 – 1108년 7월 29일)는 1060년부터 1108년까지 재위한 프랑크인의 왕이다. 대부분의 초기 카페 왕조 왕들의 집권기처럼 그의 재위 기간은 그 당시에는 예외적으로 길었다. 그의 재위 때 아버지 때에 낮아졌던 왕권이 회복하기 시작했고, 벡셍과 부르주를 왕가의 영지로 편입시켜냈다.

## 어린 시절
필리프는 앙리 1세와 키예프의 안의 아들로 1052년 5월 23일 샹파뉴에퐁텐에서 태어났다. 당시 서유럽에서 흔치 않았던 그의 이름은 그리스어에서 유래한 것으로, 그의 어머니가 지어주었다. 그가 7살이라는 나이에 왕위에 올랐으나, 14살까지 (1066년) 어머니가 프랑스 왕비로서 처음으로 섭정으로 있었다. 플랑드르의 보두엥 5세 역시도 공동 섭정으로 있었다.

## 직접 통치

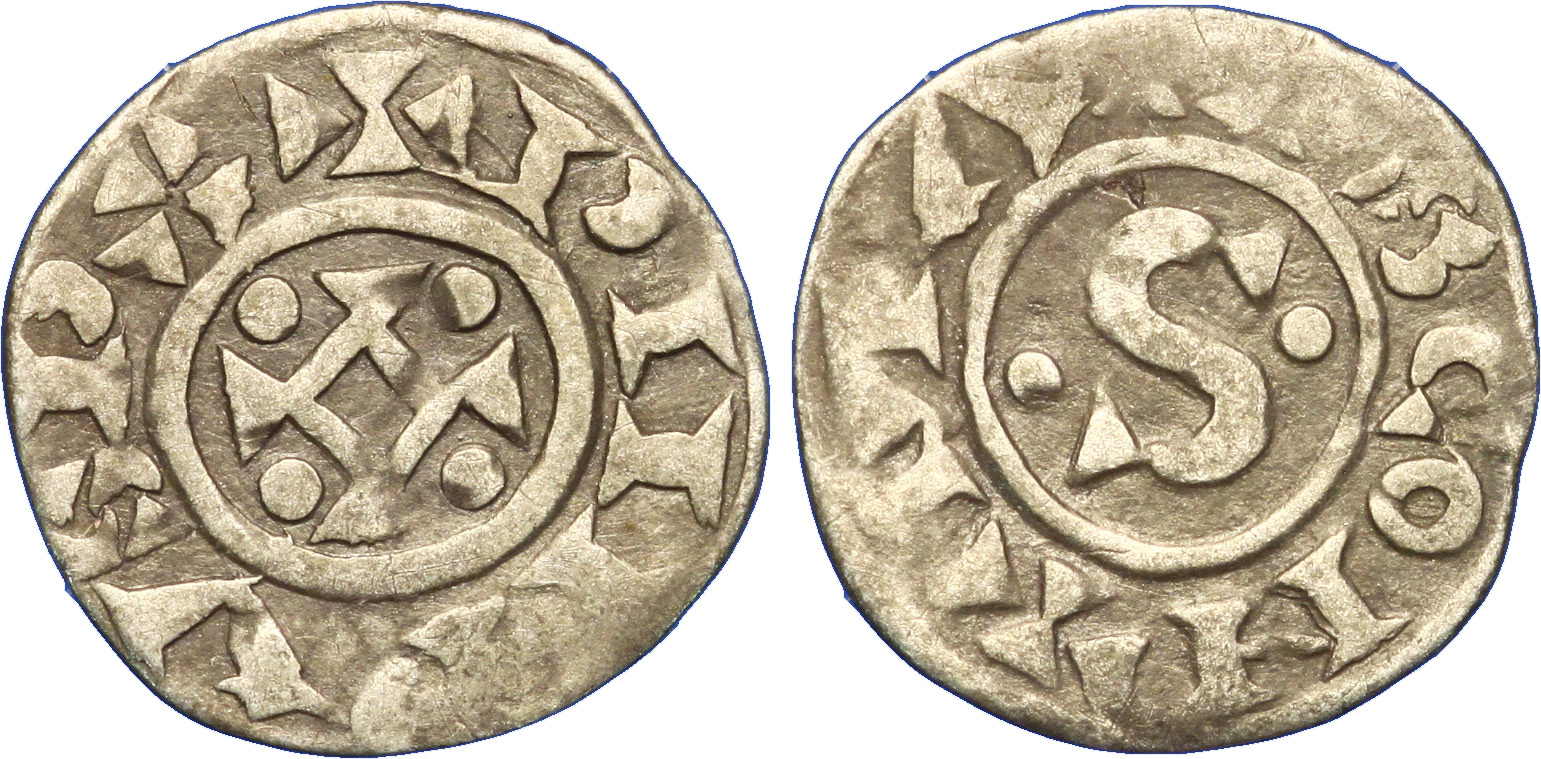
필리프 1세 시기 드니에

플랑드르의 보두엥 5세가 사망한 뒤, 프리슬란트의 로베르가 플랑드르를 차지했다. 보두엥의 미망인 리실다는 필리프에게 도움을 요청하나. 1071년 카셀 전투에서 로베르에게 패하고 말았다.
필리프는 처음에는 1072년에 홀란트의 베르타와 혼인했다. 이 결혼이 필수적이던 후계자 때문에 이뤄졌지만, 필리프는 앙주 백작 풀크 4세의 부인인 베르트라드 드 몽포르와 사랑에 빠지고 만다. 그는 베르타와 이혼하고(그녀가 너무나 뚱뚱하다고 주장하였다) 1092년 5월 15일에 베르트라드와 혼인했다. 1094년에 오툉 시노드 결과가 발표된 뒤, 그는 교황 대리인 디의 위그한테서 처음으로 파문을 선포받았고, 오랜 침묵 끝에, 교황 우르바노 2세가 1095년 11월 클레르몽 공의회에서 다시 한번 파문을 선포했다. 몇 차례 필리프가 베르트라드와 헤어지기로 약삭하면서 파문이 취소되기도 했으나 그는 언제나 그녀에게 돌아갔고, 1104년에 필리프는 공적 속죄를 했고 베르트라드와의 관계를 조심스럽게 유지했을 것이다. 프랑스에서, 그는 유명한 법률가인 샤르트르의 이보 주교와 충돌하기도 했다.
필리프는 먼저 1060년에 프랑스 대무관장으로 알베릭을 임명했다. 아버지의 재위처럼 그의 재위의 상당 부분은 권력에 굶주린 봉신들의 반란을 진압하는 데 썼다. 1077년에, 그는 정복왕 윌리엄과 강화를 맺었으며, 이에 따라 윌리엄은 브르타뉴를 정복하려던 걸 포기하였다.  1082년에, 필리프 1세는 윌리엄의 후계자인 홍안의 윌리엄을 공격한 로버트 커토즈에 대한 보복으로서 벡셍을 합병하며 왕실의 영지를 늘렸다. 1100년 때는 부르주의 지배권을 차지하기도 하였다.
앞서 언급한 클레르몽 공의회에서 제1차 십자군 전쟁이 발발했다. 처음에 필리프 1세는 우르바노 2세와의 분쟁 때문에 직접적인 지원을 하지 않았다. 그럼에도 필리프의 형제인 베르망두아의 위그는 주요 참전자였다.

## 죽음

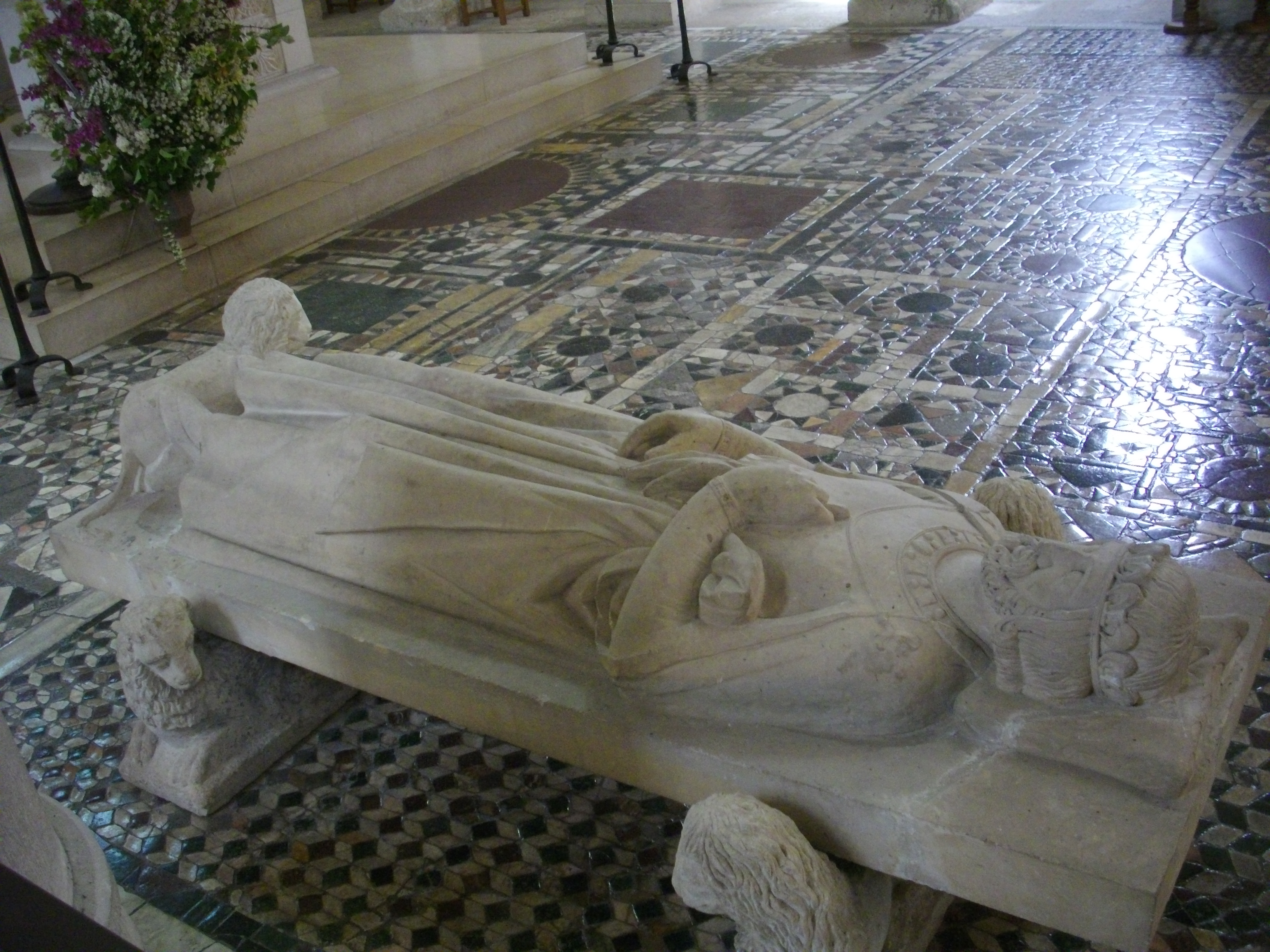
13세기 필리프 1세의 조상

필리프는 믈룅의 성에서 사망했고 그의 요청에 따라 조상들이 나란히 안치된 생드니 수도원이 아닌, 생브누아쉬르루아르 수도원에 안치되었다.  그의 뒤는 아들인 루이 6세가 이어받았으며 이때 계승에는 반대가 없었다. 쉬제르 수도원장에 따르면 다음과 같다:
… 필리프 왕은 매일 약해졌다. 그가 앙주 백작부인을 유괴한 뒤에, 그는 왕실의 위엄에 걸맞는 어떤 것도 이룰 수 없었는데, 차지한 여인에 대해서 욕망을 써버린 그는 완전히 자기 열정을 만족시키기 위해 몸을 바쳤다. 따라서 그는 나랏일에 흥미를 잃어버렸고, 너무나 긴장이 풀려, 훌륭한 그의 몸을 돌보지 않았다. 나라를 유지한 유일한 것은 자신의 아들이자 후계자에 대한 걱정과 사랑이었다. 그가 거의 60살에 이르렀을 때, [장차 왕인]루이가 있는 가운데 믈룅쉬르센 성에서 마지막 숨을 내쉬며, 왕의 자리를 내려놓았다... 그들은 왕이 묻히길 바라던 생브누아쉬르루아르에 있는 귀족들의 수도원에서 열린 장례 행렬에 왕의 시신을 옮겼다. 이 장례 행렬에서 조상들이 한 것처럼 그가 교회를 소중히 여겨지 않았고, 다른 많은 고귀한 왕들처럼 그의 무덤이 중요하게 여기지 않기 때문에 생드니 교회에 있는 그의 왕가 조상들과 같이 안치되지 않도록 일부로 택했다고 하는 걸 그의 입에서 들었다는 이들이 있었다.

## 자녀
베레타 사이에서:
1. 콩스탕스 (1078년 – 1126년 9월 14일) - 1097년 전에 샹파뉴의 위그 1세와 혼인했고[14], 그 뒤로 이혼한 뒤 1106년에 안티오크의 보에몽 1세와 재혼했다.[15]
2. 루이 6세 (1081년 12월 1일 – 1137년 8월 1일).[15]
3. 앙리 (1083년 – 어린 나이에 사망).

베르타르드 사이에서:
1. 망트 백작 필리프 (1093년 – fl. 1123년),[16] - 몽레리의 기 2세의 딸 엘리자베트와 혼인했다[17]
2. 낭지의 영주 플뢰리 (1095년 – 1119년 7월)[18]
3. 세실 (1097년 – 1145년) - 갈릴리 후작 탕크레드와 혼인했고[19] 그가 죽은 뒤에 트리폴리 백작 폰스와 재혼했다.[20]

## 참고 문헌
- d'Avray, David, 편집. (2014). 〈Philip I of France and Bertrade〉. 《Dissolving Royal Marriages: A Documentary History, 860–1600》. Cambridge University Press.
- Bradbury, Jim (2007). 《The Capetians: The History of a Dynasty》. Bloomsbury Publishing.
- Brown, Elizabeth A. R. (1990). “Authority, the Family, and the Dead in Late Medieval France”. 《French Historical Studies》 16 (4 Autumn): 803–832. doi:10.2307/286323. JSTOR 286323.
- Hallam, Elizabeth (1980). 《Capetian France: 987–1328》. Longman Group Ltd.
- Hodgson, Natasha R. (2007). 《Women, Crusading and the Holy Land in Historical Narrative》. The Boydell Press.
- Huscroft, Richard (2016). 《Tales from the Long Twelfth Century: The Rise and Fall of the Angevin Empire》. Yale University Press.
- McDougall, Sara (2017). 《Royal Bastards: The Birth of Illegitimacy, 800–1230》. Oxford University Press.
- Nicholas, Karen S. (1999). 〈Countess as Rulers in Flanders〉.   Evergates, Theodore. 《Aristocratic Women in Medieval France》. University of Pennsylvania Press.
- Paul, Nicholas L. (2012). 《To Follow in Their Footsteps: The Crusades and Family Memory in the High Middle Ages》. Cornell University Press. ISBN 9780801450976.
- Petit-Dutaillis, C. (1936). 《The Feudal Monarchy in France and England:From the 10th to the 13th Century》. 번역 Hunt, E.D. Routledge.
- Power, Daniel (2004). 《The Norman Frontier in the Twelfth and Early Thirteenth Centuries》. Cambridge University Press.
- Rolker, Christof (2009). 《Canon Law and the Letters of Ivo of Chartres》. Cambridge University Press.
- Shepherd, Jonathan (2003). 〈The 'muddy-road' of Odo Arpin from Bourges to La Charitie-sur-Loire〉.   Edbury, Peter; Phillips, Jonathan. 《The Experience of Crusading》 1. Cambridge University Press.
- Abbot Suger. 〈XIII: Of the death of King Philip〉. 《Life of King Louis the Fat》. 번역 Dunbabin, Jean  – Internet History Sourcebooks Project (Fordham University) 경유.
- Somerville, Robert (2011). 《Pope Urban II's Council of Piacenza》. Oxford University Press.
- Strickland, Matthew (2016). 《Henry the Young King, 1155–1183》. Yale University Press.